# Championnat américain de course automobile 1938
Navigation
1937 1939
Le Championnat américain de course automobile 1938 est la 21e édition du championnat de monoplace nord-américain et s'est déroulé du 30 mai et 10 septembre sur 2 épreuves. Ce championnat est organisé par l'Association américaine des automobilistes (AAA).

## Calendrier
| no | Date         | Course                   | Circuit                     | Lieu               | Type  | Pole Position | Vainqueur     |
| -- | ------------ | ------------------------ | --------------------------- | ------------------ | ----- | ------------- | ------------- |
| 1  | 30 mai       | 500 miles d'Indianapolis | Indianapolis Motor Speedway | Speedway, Indiana  | Brick | Floyd Roberts | Floyd Roberts |
| 2  | 10 septembre | Syracuse 100             | New York State Fairgrounds  | Syracuse, New York | Dirt  | Jimmy Snyder  | Jimmy Snyder  |

## Classement
| Pos.     | Pilote        | Voiture             | Points |
| -------- | ------------- | ------------------- | ------ |
| Champion | Floyd Roberts | Wetteroth-Miller    | 1 000  |
| 2e       | Wilbur Shaw   | Miller-Offenhauser  | 825    |
| 3e       | Chet Miller   | Summers-Offenhauser | 675    |
| 4e       | Ted Horn      | Wetteroth-Miller    | 660    |
| 5e       | Chet Gardner  | Rigling-Offenhauser | 450    |

## Courses organisées par l'AAA ne comptant pas pour le championnat
| Date    | Course          | Circuit                            | Lieu                  | Type | Pole Position | Vainqueur    |
| ------- | --------------- | ---------------------------------- | --------------------- | ---- | ------------- | ------------ |
| 20 août | Springfield 100 | Illinois State Fairgrounds         | Springfield, Illinois | Dirt | -             | Tony Willman |
| 28 août | Milwaukee 100   | Wisconsin State Fair Park Speedway | West Allis, Wisconsin | Dirt | Mauri Rose    | Chet Gardner |